# Lách tách Nepal
Lách tách Nepal (tên khoa học Alcippe nipalensis) là một loài chim trong họ Leiothrichidae, nhưng trước đây từng được xép trong họ Timaliidae hay Pellorneidae. Loài này được Hodgson phân loại vào năm 1837.

## Tham khảo

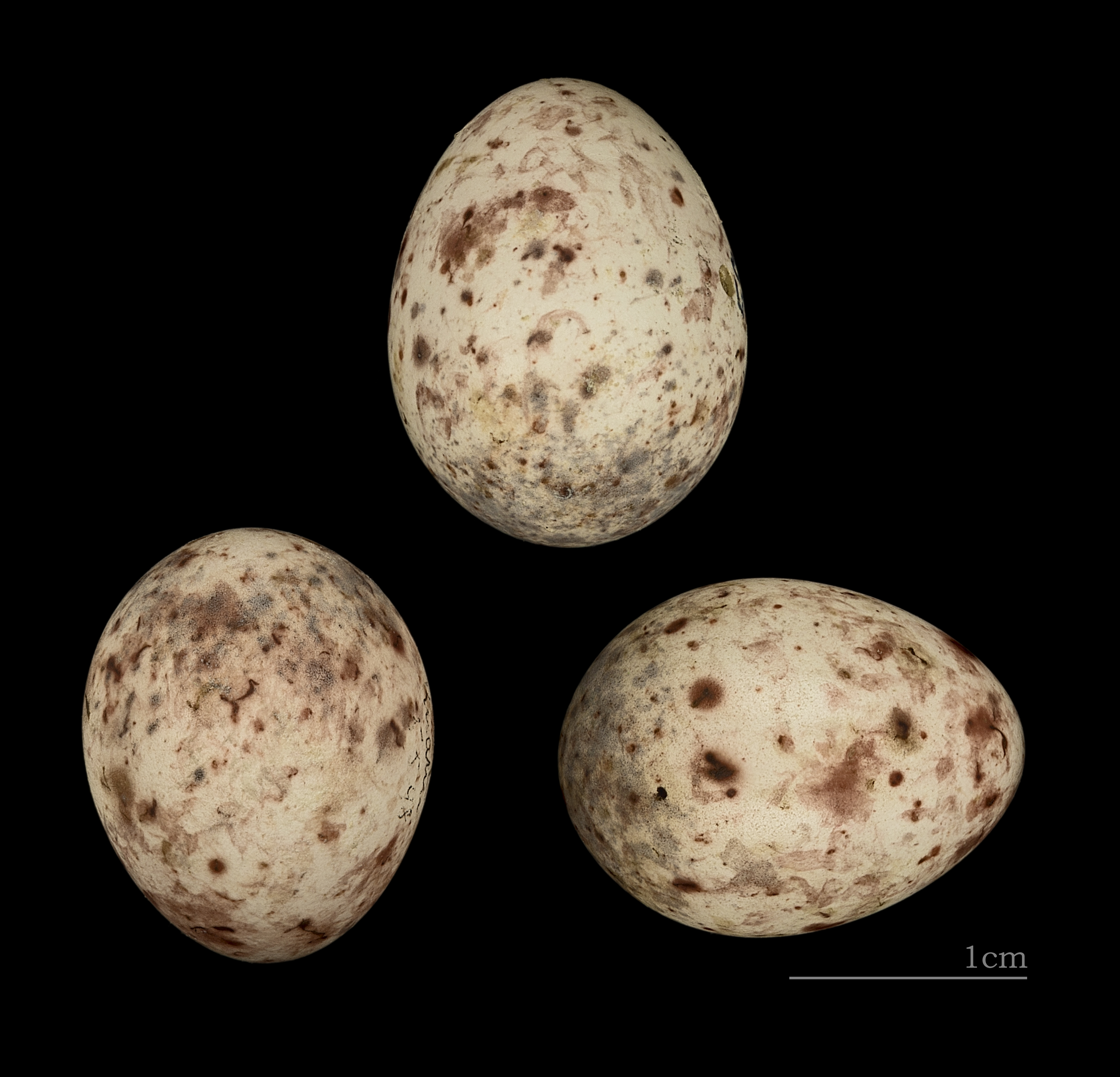
Trứng chim Alcippe nipalensis